# Anolis anchicayae
Anolis anchicayae — вид ігуаноподібних ящірок родини анолісових (Dactyloidae). Мешкає в Колумбії і Еквадорі.

## Поширення і екологія
Anolis anchicayae мешкають на тихоокеанському узбережжі Колумбії (на південь від Чоко) і Еквадору (на південь до Есмеральдаса). Вони живуть у первинних і вторинних вологих тропічних лісах, на висоті до 1000 м над рівнем моря. Ведуть денний, деревний спосіб життя, зустрічаються на деревах, на висоті 2—5 м над землею.